# Plaça Major de Sant Pere dels Arquells
La Plaça Major és una plaça de Sant Pere dels Arquells (Segarra) inclosa a l'Inventari del Patrimoni Arquitectònic de Catalunya. Plaça situada al mig del nucli urbà de la vila, i en origen, i envoltada de cases, desenvolupant un primitiu clos murallat amb un únic pas cobert delimitat per dos portals d'accés. Actualment, però, hi ha una segon pas d'accés fruit de l'enderroc d'una casa situada al costat esquerre d'aquesta, i que ha afectat a l'estructura primitiva preservada fins aquell moment. L'interior d'aquesta plaça és de planta quadrada i al seu interior troben un pou adossat al seu costat dret, que presenta un treball incís al mig de la llinda que el corona amb l'any "1798". Al costat dret de la façana frontal interior trobem cal Alió, situada al número 8 d'aquesta plaça. Es tracta d'una antiga casa senyorial de planta irregular coberta a doble vessant i que presenta notables remodelacions a la seva façana principal, però encara conserva elements prou significatius en la seva façana exterior que dona al C/ del Pou, i que evidencien el passat d'aquest habitatge. Aquest edifici està estructurat a partir de planta baixa, primer pis i segon pis o golfes. Destaquem la decoració d'ambdues obertures del primer pis, que presenten un mateix treball en forma de motllura sobre la llinda amb continuïtat ambdós brancals de les seves estructures. Reformes posteriors no tan sols van modificar l'estructura de la primitiva finestra amb balcó, sinó que al seu segon pis o golfes, van engrandir una petita obertura situada al mig d'aquest pis superior incorporant una decoració en forma de motllura, també sobre la llinda i ambdós brancals. Aquesta façana presenta una obra paredada amb presència de carreus a les estructures de les obertures que presenten decoració en forma de motllura.
En origen, a la planta baixa de la façana principal de Ca l'Alió hi havia un porxo que resseguia el perímetre d'aquesta façana i estava sustentat per dos columnes, les quals actualment es conserven reutilitzades fora del seu context original i esdevenen un element decoratiu d'aquesta vila. Una d'aquestes columnes, està situada al costat dret del carrer del Pont, en una zona de jardí, i l'altra està situada al mig de la plaça de l'església i aprofitada com a part d'estructura d'una creu monumental de la Santa Missió, l'any 1940.